# Kosteletzkya diplocrater
Kosteletzkya diplocrater är en malvaväxtart som först beskrevs av Bénédict Pierre Georges Hochreutiner, och fick sitt nu gällande namn av Bénédict Pierre Georges Hochreutiner. Kosteletzkya diplocrater ingår i släktet Kosteletzkya och familjen malvaväxter.

## Underarter
Arten delas in i följande underarter:
- K. d. bathiei
- K. d. sinuatiloba